# 卢瓦河畔武夫赖
卢瓦河畔武夫赖（法語：Vouvray-sur-Loir，法語發音：[vuvʁɛ syʁ lwaʁ]）是法国萨尔特省的一个旧市镇，属于拉弗莱什区。2016年，卢瓦河畔武夫赖与临近的2个市镇合并为新市镇卢瓦河畔蒙瓦勒。

## 地理
卢瓦河畔武夫赖（47°41'42"N, 0°27'47"E）面积8.05 平方千米，位于法国卢瓦尔河地区大区萨尔特省，该省份为法国西北部内陆省份，北起顺时针与奥恩省、厄尔-卢瓦省、卢瓦-谢尔省、安德尔-卢瓦尔省、曼恩-卢瓦尔省和马耶讷省接壤，是法国大西部的入口，连接卢瓦尔河谷、布列塔尼和巴黎盆地。
与卢瓦河畔武夫赖接壤的市镇（或旧市镇、城区）包括：卢瓦堡、迪赛苏库西永、弗莱、马尔松。

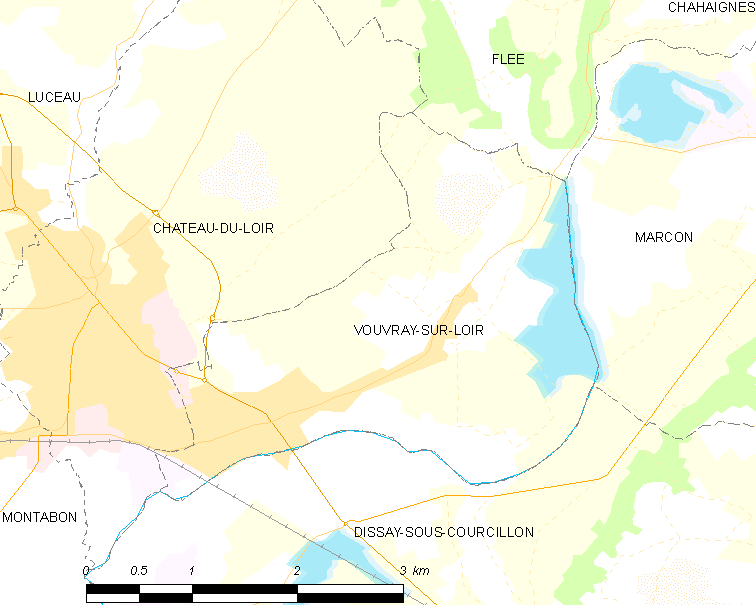
卢瓦河畔武夫赖的OSM定位图

卢瓦河畔武夫赖的时区为UTC+01:00、UTC+02:00（夏令时）。

## 行政
卢瓦河畔武夫赖的邮政编码为72500，INSEE市镇编码为72384。

## 政治
卢瓦河畔武夫赖所属的省级选区为卢瓦河畔蒙瓦勒县。

## 人口

1962-2008年间卢瓦河畔武夫赖人口变化图示

卢瓦河畔武夫赖于2018年1月1日时的人口数量为781人。